# Portugal en los Juegos Olímpicos de Londres 2012
Portugal estuvo representado en los Juegos Olímpicos de Londres 2012 por un total de 77 deportistas que compitieron en 13 deportes. Responsable del equipo olímpico fue el Comité Olímpico Portugués, así como las federaciones deportivas nacionales de cada deporte con participación.
La portadora de la bandera en la ceremonia de apertura fue la yudoca Telma Monteiro.

## Medallistas
El equipo olímpico portugués obtuvo las siguientes medallas:
| Nombre                         | Deporte    | Competición |
| ------------------------------ | ---------- | ----------- |
| Oro                            |            |             |
| —                              |            |             |
| Plata                          |            |             |
| Fernando Pimenta Emanuel Silva | Piragüismo | K2 1000 m M |
| Bronce                         |            |             |
| —                              |            |             |